# Nick Allder
Nicholas John Allder (* 10. Februar 1943 in Buckinghamshire, England) ist ein englischer Spezialeffektkünstler, der 1980 mit Alien – Das unheimliche Wesen aus einer fremden Welt den Oscar in der Kategorie Beste visuelle Effekte erhielt.

## Leben
Sein Vater, John Allder, war ein Kameratechniker. Er begann seine Karriere als Kameramann für Werbefilme. Acht Jahre später wechselte er in den Bereich Spezialeffekte. Hier arbeitete er in den 1970ern an der Fernsehserie Mondbasis Alpha 1 und an Science-Fiction-Filmen wie Alien Attack: Die Außerirdischen schlagen zu und Das Imperium schlägt zurück.
1980 erhielt er mit Alien – Das unheimliche Wesen aus einer fremden Welt zusammen mit HR Giger, Carlo Rambaldi, Brian Johnson und Dennis Ayling den Oscar in der Kategorie Beste visuelle Effekte. Für den Fantasyfilm Legende wurde er 1986 für den BAFTA-Award nominiert. Bei seiner zweiten Nominierung für diesen Preis im Jahr 1998 für Das fünfte Element erhielt er ihn schließlich in der Kategorie Beste visuelle Effekte.
Er leitet derzeit die Spezialeffekt-Abteilung der Media Pro Studios in Rumänien.

## Filmografie

### Spezialeffekte
- 1968: A Twist of Sand
- 1969: Banditen auf dem Mond (Moon Zero Two)
- 1969: Die Luftschlacht um England (Battle of Britain)
- 1975–1977: Mondbasis Alpha 1 (Space: 1999, Fernsehserie, 48 Folgen)
- 1975/1979: Alien Attack – Die Außerirdischen schlagen zurück (Alien Attack), siehe Mondbasis Alpha 1
- 1975/1982: Black Sun – Der Todesplanet greift an (Journey Through the Black Sun), siehe Mondbasis Alpha 1
- 1976: Spazio: 1999, italienische Kinofilmversion von Mondbasis Alpha 1
- 1976: The Day After Tomorrow – Into Infinity
- 1976: Yellow Dog
- 1976/1982: Cosmic Princess, siehe Mondbasis Alpha 1
- 1977/1978: Angriff auf Alpha 1 (Destination Moonbase Alpha), siehe Mondbasis Alpha 1
- 1978: Der Schrecken der Medusa (The Medusa Touch)
- 1979: Alien – Das unheimliche Wesen aus einer fremden Welt (Alien)
- 1980: Das Imperium schlägt zurück (Star Wars: Episode V – The Empire Strikes Back)
- 1980: Die Seewölfe kommen (The Sea Wolves)
- 1980: The Bed
- 1981: Nachtfalken (Nighthawks)
- 1982: Conan der Barbar (Conan the Barbarian)
- 1982: Das Kommando (Who Dares Wins)
- 1982: Schatten der Vergangenheit (The Return of the Soldier)
- 1982: Teuflische Signale (The Sender)
- 1983: Die unheimliche Macht (The Keep)
- 1984: Top Secret!
- 1984: Lace
- 1985: Auf der Jagd nach dem Juwel vom Nil (The Jewel of the Nile)
- 1985: Legende (Legend)
- 1986: Solarfighters (Solarbabies)
- 1987: Die Braut des Prinzen (The Princess Bride)
- 1988: Sonderkommando Südkorea (The Rescue)
- 1989: Leviathan
- 1990: A Chinese Ghost Story II (Sien nui yau wan II yan gaan do)
- 1991: Federball (Shuttlecock)
- 1992: Stadt der Freude (City of Joy)
- 1994: Léon – Der Profi (Léon)
- 1994: MacGyver – Endstation Hölle (MacGyver: Trail to Doomsday)
- 1994: MacGyver – Jagd nach dem Schatz von Atlantis (MacGyver: Lost Treasure of Atlantis)
- 1995: Braveheart
- 1996: Muppets – Die Schatzinsel (Muppet Treasure Island)
- 1997: Das fünfte Element (The Fifth Element)
- 1998: Lost in Space
- 1999: Cleopatra (Fernseh-Miniserie)
- 1999: The Criminal – Wen die Schuld trifft (The Criminal)
- 2000: Highlander: Endgame
- 2001: Im Fadenkreuz – Allein gegen alle (Behind Enemy Lines)
- 2001: Just Visiting – Mit Vollgas in die Zukunft (Just Visiting)
- 2001: Monkey King – Ein Krieger zwischen den Welten (The Lost Empire)
- 2002: Blade II
- 2003: Shanghai Knights
- 2003: Underworld
- 2004: Hellboy
- 2005: The Cave
- 2007: Blood and Chocolate
- 2007: Der Fluch der Betsy Bell (An American Haunting)
- 2007: The Company – Im Auftrag der CIA (Fernsehserie, 3 Folgen) (The Company)
- 2007: Wintersonnenwende – Die Jagd nach den sechs Zeichen des Lichts (The Seeker: The Dark Is Rising)
- 2009: Gletscherblut
- 2010: Whistleblower – In gefährlicher Mission (The Whistleblower)
- 2011: Eine Prinzessin zu Weihnachten (A Princess for Christmas)
- 2011: Ghost Rider: Spirit of Vengeance
- 2011: Assassination Games
- 2012: Devil Inside (The Devil Inside)
- 2012: Last Bullet – Showdown der Auftragskiller (One in the Chamber)
- 2012: 6 Bullets
- 2013: The Zero Theorem
- 2013: The Necessary Death of Charlie Countryman

### Kamera
- 1981: Der Drachentöter (Dragonslayer)
- 1977: Doctor Who (Fernsehserie, 4 Folgen)